# لیکوالیکایی رگه‌دار
لیکوالیکایی رگه‌دار (نام علمی: Gypsophila brevicaudata) یک گونه از پرندگان خانواده لیکویان زمینی است که در بنگلادش،  کامبوج، چین، هند، لائوس، مالزی، میانمار، تایلند و ویتنام یافت می‌شود. زیستگاه‌های طبیعی آن جنگل‌های دشت نمناک نیمه‌گرمسیری و جنگلهای کوهستانی نمناک نیمه‌گرمسیری یا گرمسیری است.

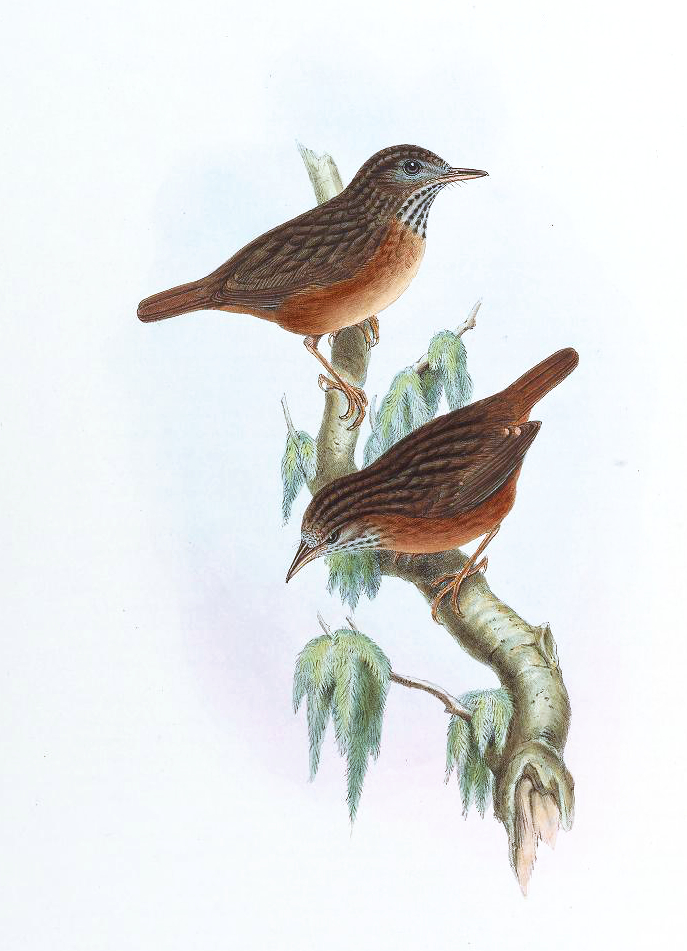